# Оологія

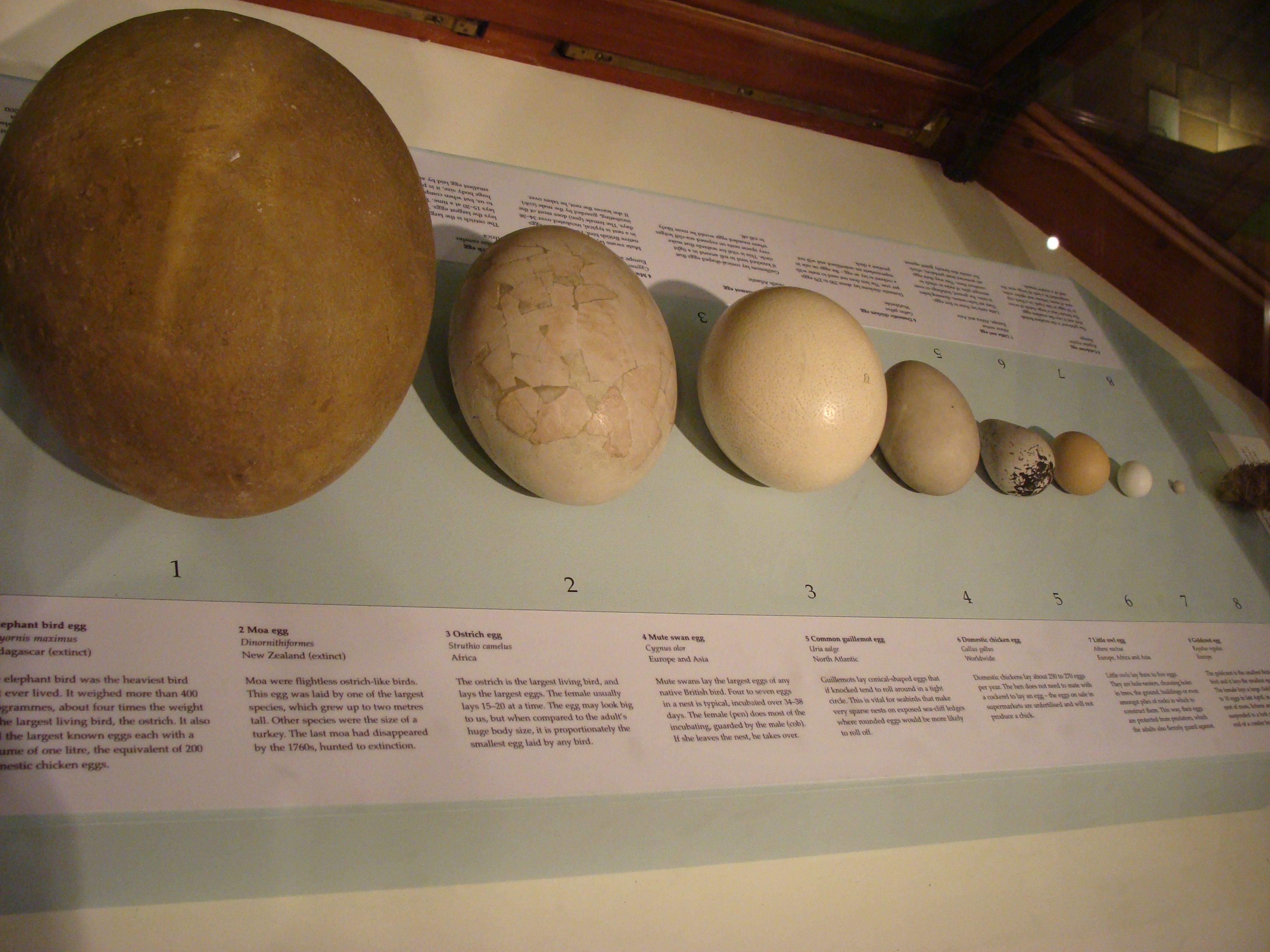
Колекція яєць у Музеї природничої історії в Лондоні

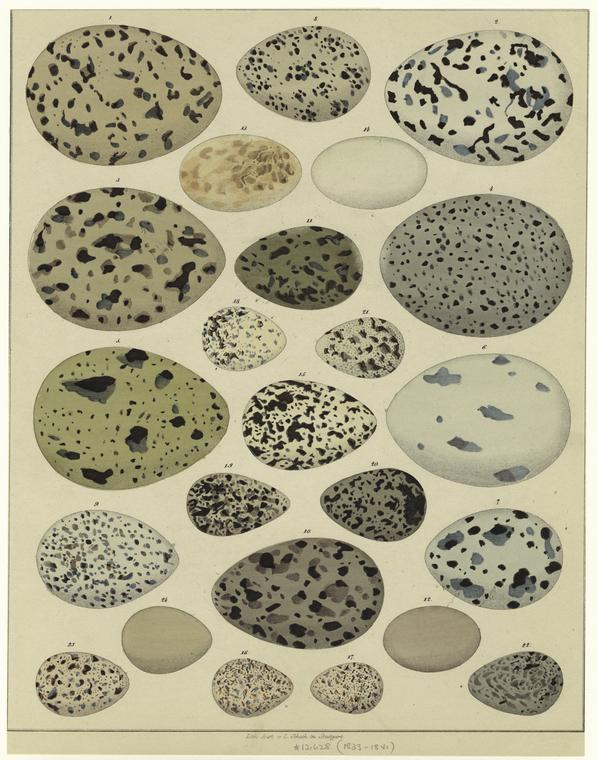
Ілюстрація середини XIX століття, на якій зображені яйця багатьох видів птахів

Оологія (від грец. ωόν — яйце та λόγος — вчення, наука) — розділ зоології, що вивчає яйця тварин, переважно птахів. Також під оологією іноді розуміють колекціонування яєць.
Оологічні колекції зберігаються у зоологічних музеях. Результати досліджень дозволяють встановити, крім параметрів самих яєць, питання популяційної мінливості, еволюції, філогенії, вплив забруднення довкілля на стан популяцій тощо.

## Історія

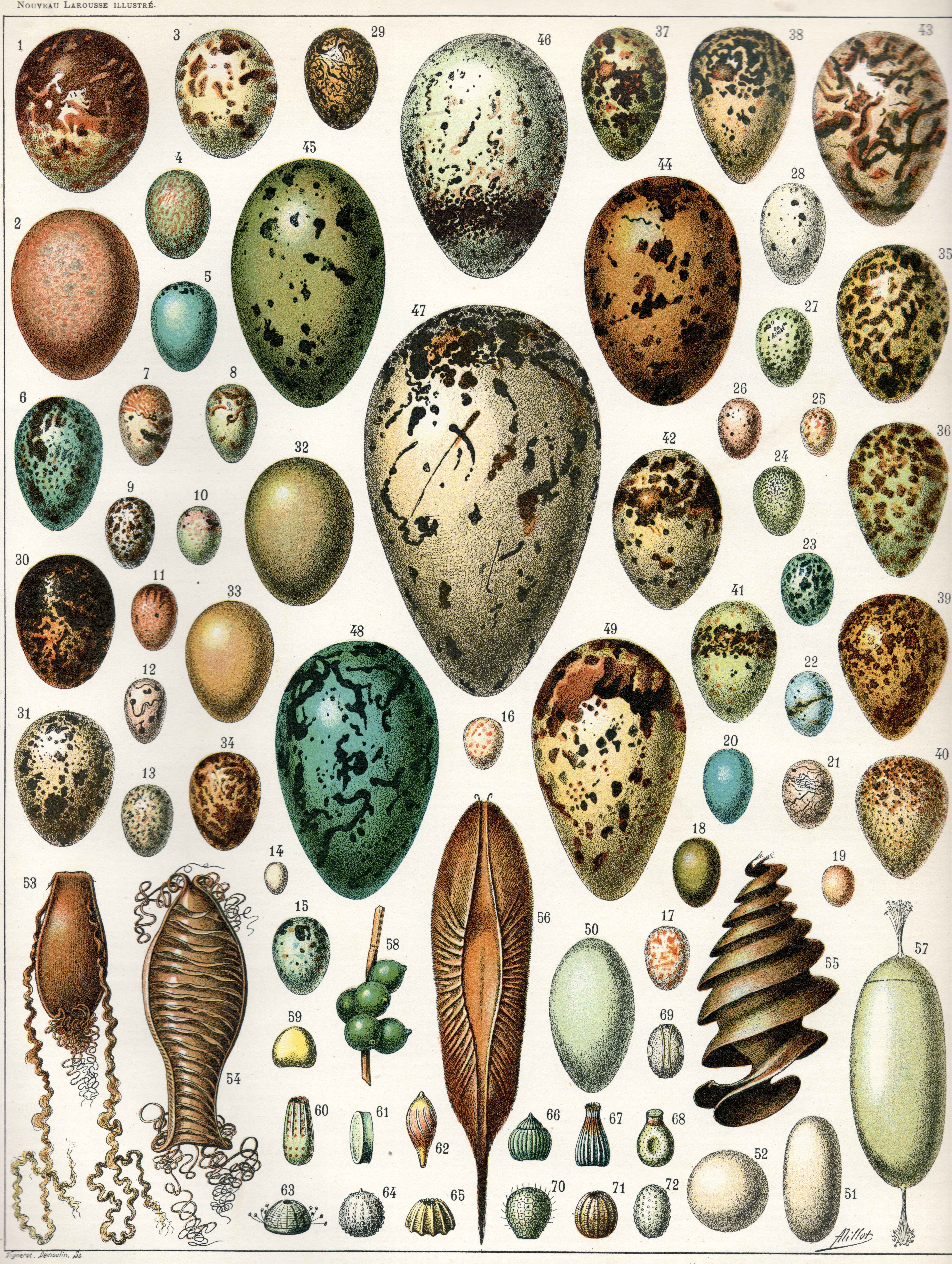
«Яйця» — ілюстрація Адольфа Філіпа Мійо

### Як наука

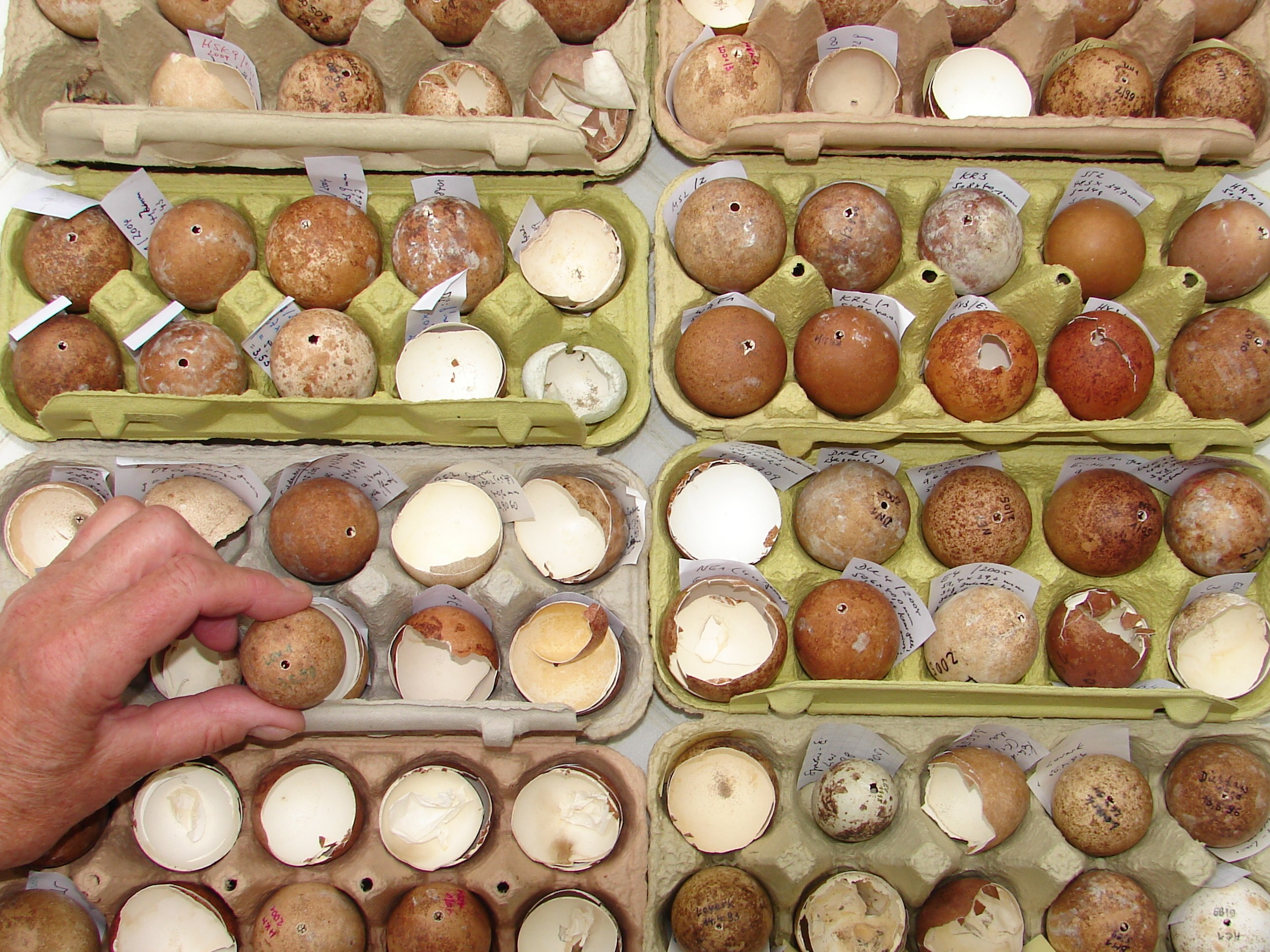
Частина колекції яєць німецької „Arbeitsgemeinschaft Wanderfalkenschutz” (Робоча група із захисту сапсанів). Вміст яєць заповнювали для тестування на пестициди, а потім досліджували.

Оологія ставала все більш популярною у Великій Британії та Сполучених Штатах протягом 1800-х років. Спостерігати за птахами здалеку було важко, оскільки високоякісні біноклі були недоступні. Таким чином, часто було практичніше стріляти в птахів або збирати їхні яйця. У той час як збір яєць диких птахів аматорами вважався поважним науковим заняттям у 19 столітті та на початку 20 століття,з середини 20-го сторіччя її все частіше розглядали як хобі, а не як наукову дисципліну.
У 1960-х роках натураліст Дерек Реткліфф порівняв яйця сапсана з історичних колекцій із новішими зразками яєчної шкаралупи та зміг продемонструвати зменшення товщини шкаралупи. Було встановлено, що це спричинило зв’язок між використанням фермерами пестицидів, таких як ДДТ і дільдрин, і зменшенням популяції хижих птахів у Британії.

### Як хобі
Збирання яєць було все ще популярним на початку 20 століття, навіть коли його наукова цінність стала менш помітною. Збирачі яєць створювали великі колекції та торгували один з одним. Часто колекціонери йшли на все, щоб отримати яйця рідкісних птахів. Наприклад, Чарльз Бендіре хотів зламати зуби, щоб дістати рідкісне яйце, яке застрягло в його роті. Він поклав яйце собі в рот, коли спускався з дерева.
У 1922 році Британську оологічну асоціацію заснували барон Ротшильд, видатний натураліст, і преподобний Френсіс Журден; групу було перейменовано в Товариство Журдена після смерті Журдена в 1940 році. Ротшильд і Журден заснували її як розкольницьку групу після того, як збір яєць членами Британського орнітологічного товариства був засуджений Ерлом Бакстоном на зборах Королівського товариства охорони птахів.

## Методика оологічних досліджень
Головними параметрами, які вимірюються при дослідженні яєць, є довжина та максимальний діаметр (Костин, 1977), (Мянд, 1988). На основі цих параметрів можна розрахувати об'єм яйця (Митяй, 2009). Важливим є опис форми яйця, його забарвлення (Селиверстов, 2010).

## Оологічні конференції
- Современные проблемы оологии: Материалы I Междунар. совещ. (14—18 сентября 1998 г., г. Липецк). — Липецк, 1993.
- Актуальные проблемы оологии: Матер. II Международной конф. стран СНГ (14—16 октября 1998 г., г. Липецк). — Липецк: ЛГПИ, 1998. — 106 с.
- Актуальные проблемы оологии: Матер. III Международной конф. стран СНГ (24—26 октября 2003 г., г. Липецк). — Липецк: ЛГПИ, 2003. — 156 с.
- Теоретичні та практичні аспекти оології в сучасній зоології: Матер. IV Міжнародної науково-практ. конф. (5—8 жовтня 2011 р., м. Київ — м. Канів). — К.: Фітосоціоцентр, 2011. — 380 с.